# Wereldkampioenschap voetbal vrouwen 2019

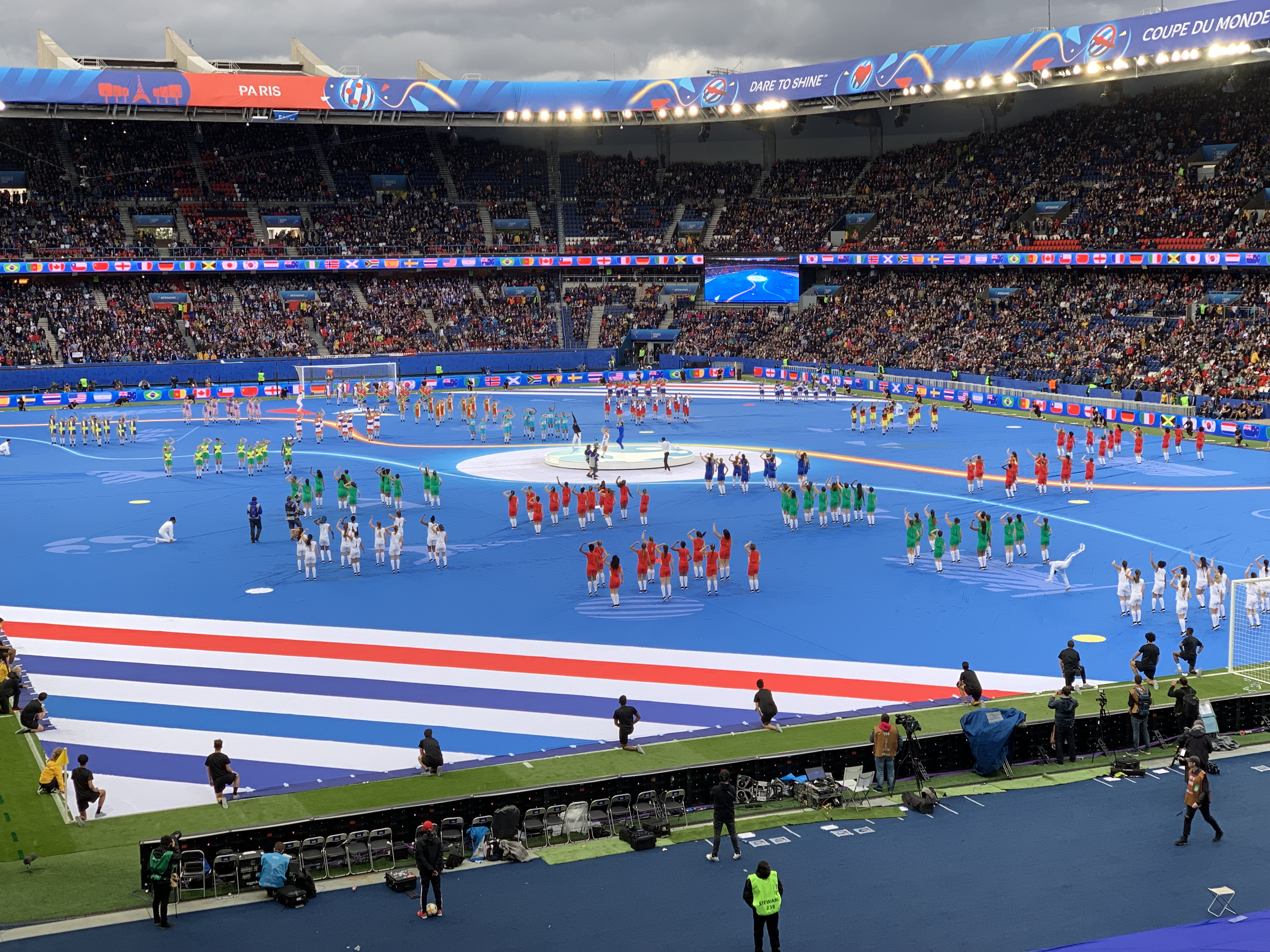
De openingsceremonie, voorafgaand aan de openingswedstrijd tussen Frankrijk en Zuid-Korea op 7 juni 2019.

Het wereldkampioenschap voetbal vrouwen 2019 was de 8e editie van het wereldkampioenschap voetbal vrouwen, dat werd gehouden in Frankrijk in de zomer van 2019. Aan het eindtoernooi namen 24 landen deel. De drie beste Europese landen kwalificeerden zich voor het Olympisch voetbaltoernooi.
De Verenigde Staten werden voor de vierde maal kampioen. Nederland werd tweede en Zweden derde.

## Aangepaste regels
Per 1 juni heeft de IFAB tien nieuwe regels doorgevoerd, die per 1 juni 2019 zijn ingegaan, en op dit toernooi nu actief zullen worden toegepast.

## Selectie gastland
De FIFA maakte op 6 maart 2014 bekend dat het biedproces was begonnen voor het WK 2019. De landen die interesse hadden om het toernooi te organiseren moesten zich voor 15 april 2014 bij de FIFA melden. Alle documenten die nodig waren voor de verdere procedure moest uiterlijk 31 oktober 2014 bij de FIFA binnen zijn.
Bij voorkeur heeft de FIFA dat het WK 2019 en het WK 2018 onder 20 jaar door één land georganiseerd worden. Door bepaalde omstandigheden kan de FIFA besluiten om beide toernooien aan verschillend(e) land(en) te geven.
Vijf landen toonden belangstelling om het toernooi te organiseren. Dit waren: Engeland, Frankrijk, Zuid-Korea, Nieuw-Zeeland en Zuid-Afrika. In oktober 2014 werd het aantal landen teruggebracht naar twee, omdat Frankrijk en Zuid-Korea de officiële documenten bij de FIFA hadden ingeleverd.
Zowel Engeland als Nieuw-Zeeland heeft zijn interesse bekendgemaakt voor de deadline van 15 april 2014, maar in juni 2014 werd bekendgemaakt dat beide landen niet meer in de race waren om het toernooi te mogen organiseren.
Zuid-Afrika heeft interesse getoond voor de deadline van 15 april 2014, later werd er toch teruggetrokken voor het toernooi. Zowel Japan als Zweden had ook interesse in het 2019 toernooi, Japan heeft ervoor gekozen om te focussen op het Wereldkampioenschap rugby van 2019 en de Olympische Spelen van 2020, terwijl Zweden heeft besloten om te focussen op Europese onder 17-competities.
De volgende landen hebben voor de deadline van 31 oktober 2014 hun officiële documenten ingeleverd:
- Frankrijk[15]
- Zuid-Korea[16]

Op 19 maart 2015 werd Frankrijk officieel gekozen als organiserend land voor het WK 2019 en het WK onder de 20 in 2018.

## Kwalificatie
In april 2017 begonnen de kwalificatiewedstrijden voor het toernooi. Het aantal landen dat een regionale bond mag afvaardigen, is verschillend. De verdeling ziet er als volgt uit:
- Het thuisland is automatisch gekwalificeerd.
- AFC (Azië): 5 landen
- CAF (Afrika): 3 landen
- CONCACAF (Noord- en Midden-Amerika): 3 of 4 landen (play-off met CONMEBOL)
- CONMEBOL (Zuid-Amerika): 2 of 3 landen (play-off met CONCACAF)
- OFC (Oceanië): 1 land
- UEFA (Europa): 8 landen

De volgende landen hebben zich gekwalificeerd:
| Team             | Gekwalificeerd als                     | Datum            | AD | OD | Beste prestatie                | FIFA |
| ---------------- | -------------------------------------- | ---------------- | -- | -- | ------------------------------ | ---- |
| Frankrijk        | Gastland                               | 19 maart 2015    | 4  | 3  | Vierde plaats (2011)           | 4    |
| China            | 3e Aziatisch kampioenschap 2018        | 9 april 2018     | 7  | 2  | Tweede plaats (1999)           | 16   |
| Thailand         | 4e Aziatisch kampioenschap 2018        | 12 april 2018    | 2  | 2  | Eerste ronde (2015)            | 34   |
| Australië        | 2e Aziatisch kampioenschap 2018        | 13 april 2018    | 7  | 7  | Kwartfinale (2007, 2011, 2015) | 6    |
| Japan            | 1e Aziatisch kampioenschap 2018        | 13 april 2018    | 8  | 8  | Kampioen (2011)                | 7    |
| Zuid-Korea       | 5e Aziatisch kampioenschap 2018        | 16 april 2018    | 3  | 2  | Achtste finale (2015)          | 14   |
| Brazilië         | 1e Zuid-Amerikaans kampioenschap 2018  | 20 april 2018    | 8  | 8  | Tweede plaats (2007)           | 10   |
| Chili            | 2e Zuid-Amerikaans kampioenschap 2018  | 22 april 2018    | 1  | 1  | Eerste deelname                | 39   |
| Spanje           | Groepswinnaar Europese kwalificatie    | 8 juni 2018      | 2  | 2  | Eerste ronde (2015)            | 13   |
| Italië           | Groepswinnaar Europese kwalificatie    | 8 juni 2018      | 3  | 1  | Kwartfinale (1991)             | 15   |
| Engeland         | Groepswinnaar Europese kwalificatie    | 31 augustus 2018 | 5  | 4  | Kwartfinale (1995, 2007, 2015) | 3    |
| Schotland        | Groepswinnaar Europese kwalificatie    | 4 september 2018 | 1  | 1  | Eerste deelname                | 20   |
| Noorwegen        | Groepswinnaar Europese kwalificatie    | 4 september 2018 | 8  | 8  | Kampioen (1995)                | 12   |
| Zweden           | Groepswinnaar Europese kwalificatie    | 4 september 2018 | 8  | 8  | Tweede plaats (2003)           | 9    |
| Duitsland        | Groepswinnaar Europese kwalificatie    | 4 september 2018 | 8  | 8  | Kampioen (2003, 2007)          | 2    |
| Canada           | 2e Noord-Amerikaans kampioenschap 2018 | 14 oktober 2018  | 7  | 7  | Vierde plaats (2003)           | 5    |
| Verenigde Staten | 1e Noord-Amerikaans kampioenschap 2018 | 14 oktober 2018  | 8  | 8  | Kampioen (1991, 1999, 2015)    | 1    |
| Jamaica          | 3e Noord-Amerikaans kampioenschap 2018 | 17 oktober 2018  | 1  | 1  | Eerste deelname                | 53   |
| Nederland        | Winnaar play-off Europese kwalificatie | 13 november 2018 | 2  | 2  | Laatste 16 (2015)              | 8    |
| Argentinië       | Winnaar Play-off CONCACAF/CONMEBOL     | 13 november 2018 | 3  | 1  | Eerste ronde                   | 37   |
| Zuid-Afrika      | 1e Afrikaans kampioenschap 2018        | 27 november 2018 | 1  | 1  | Eerste deelname                | 49   |
| Nigeria          | 2e Afrikaans kampioenschap 2018        | 27 november 2018 | 8  | 8  | Eerste ronde                   | 38   |
| Kameroen         | 3e Afrikaans kampioenschap 2018        | 30 november 2018 | 2  | 2  | Laatste 16 (2015)              | 46   |
| Nieuw-Zeeland    | Winnaar OFC Nations Cup 2018           | 1 december 2018  | 5  | 4  | Eerste ronde                   | 19   |

## Steden
Twaalf steden hadden zich kandidaat gesteld. Uiteindelijk werden er negen geselecteerd, Auxerre, Nancy en Nantes vielen af. De openingswedstrijd vond plaats op 7 juni 2019 in het Parc des Princes in Parijs. Zowel de beide halve finales als de finale zal gehouden worden in Parc Olympique Lyonnais, Lyon, met 58.000 beschikbare plaatsen.
| Lyon                                       | Grenoble                            | · Montpellier Parijs Nice Lyon Le Havre Reims Grenoble Rennes Valenciennes Speellocaties | · Montpellier Parijs Nice Lyon Le Havre Reims Grenoble Rennes Valenciennes Speellocaties | Montpellier                              |
|                                            |                                     | · Montpellier Parijs Nice Lyon Le Havre Reims Grenoble Rennes Valenciennes Speellocaties | · Montpellier Parijs Nice Lyon Le Havre Reims Grenoble Rennes Valenciennes Speellocaties |                                          |
| Parc Olympique Lyonnais Capaciteit: 58.000 | Stade des Alpes Capaciteit: 20.068  | · Montpellier Parijs Nice Lyon Le Havre Reims Grenoble Rennes Valenciennes Speellocaties | · Montpellier Parijs Nice Lyon Le Havre Reims Grenoble Rennes Valenciennes Speellocaties | Stade de la Mosson Capaciteit: 32.950    |
| Le Havre                                   | Parijs                              | · Montpellier Parijs Nice Lyon Le Havre Reims Grenoble Rennes Valenciennes Speellocaties | · Montpellier Parijs Nice Lyon Le Havre Reims Grenoble Rennes Valenciennes Speellocaties | Reims                                    |
|                                            |                                     | · Montpellier Parijs Nice Lyon Le Havre Reims Grenoble Rennes Valenciennes Speellocaties | · Montpellier Parijs Nice Lyon Le Havre Reims Grenoble Rennes Valenciennes Speellocaties |                                          |
| Stade Océane Capaciteit: 25.178            | Parc des Princes Capaciteit: 47.428 | · Montpellier Parijs Nice Lyon Le Havre Reims Grenoble Rennes Valenciennes Speellocaties | · Montpellier Parijs Nice Lyon Le Havre Reims Grenoble Rennes Valenciennes Speellocaties | Stade Auguste-Delaune Capaciteit: 21.628 |
| Rennes                                     | Valenciennes                        | · Montpellier Parijs Nice Lyon Le Havre Reims Grenoble Rennes Valenciennes Speellocaties | · Montpellier Parijs Nice Lyon Le Havre Reims Grenoble Rennes Valenciennes Speellocaties | Nice                                     |
|                                            |                                     | · Montpellier Parijs Nice Lyon Le Havre Reims Grenoble Rennes Valenciennes Speellocaties | · Montpellier Parijs Nice Lyon Le Havre Reims Grenoble Rennes Valenciennes Speellocaties |                                          |
| Roazhon Park Capaciteit: 29.778            | Stade du Hainaut Capaciteit: 25.172 | · Montpellier Parijs Nice Lyon Le Havre Reims Grenoble Rennes Valenciennes Speellocaties | · Montpellier Parijs Nice Lyon Le Havre Reims Grenoble Rennes Valenciennes Speellocaties | Allianz Riviera Capaciteit: 35.624       |

## Loting
De loting voor de eindronde vond plaats op 8 december 2018 in het cultuurcentrum La Seine Musicale, gelegen op een eilandje in de Seine. Voor de loting waren de deelnemende landen in vier groepen verdeeld, waarbij de plaats op de FIFA-wereldranglijst van 7 december 2018 bepalend was voor de indeling. Frankrijk was bij voorbaat geplaatst in groep 1.
| Pot 1                                                          | Pot 2                                            | Pot 3                                                    | Pot 4                                                 |
| -------------------------------------------------------------- | ------------------------------------------------ | -------------------------------------------------------- | ----------------------------------------------------- |
| Frankrijk Verenigde Staten Duitsland Engeland Canada Australië | Nederland Japan Zweden Brazilië Spanje Noorwegen | Zuid-Korea China Italië Nieuw-Zeeland Schotland Thailand | Argentinië Chili Nigeria Kameroen Zuid-Afrika Jamaica |

## Groepsfase

### Groep A
| Nr. | Land       | GW | Win | Gel | Ver | DV | DT | +/- | Pnt |
| --- | ---------- | -- | --- | --- | --- | -- | -- | --- | --- |
| 1.  | Frankrijk  | 3  | 3   | 0   | 0   | 7  | 1  | +6  | 9   |
| 2.  | Noorwegen  | 3  | 2   | 0   | 1   | 6  | 3  | +3  | 6   |
| 3.  | Nigeria    | 3  | 1   | 0   | 2   | 2  | 4  | −2  | 3   |
| 4.  | Zuid-Korea | 3  | 0   | 0   | 3   | 1  | 8  | −7  | 0   |

|                           |                                          |         |            |                                                                                 |
| 7 juni 2019 21:00 (UTC+2) | Frankrijk                                | 4 – 0   | Zuid-Korea | Parc des Princes, Parijs Toeschouwers: 45.261 Scheidsrechter: Claudia Umpiérrez |
| 7 juni 2019 21:00 (UTC+2) | Le Sommer 9' Renard 35', 45+2' Henry 85' | verslag |            | Parc des Princes, Parijs Toeschouwers: 45.261 Scheidsrechter: Claudia Umpiérrez |

|                           |                                        |         |         |                                                                                 |
| 8 juni 2019 21:00 (UTC+2) | Noorwegen                              | 3 – 0   | Nigeria | Stade Auguste-Delaune, Reims Toeschouwers: 11.058 Scheidsrechter: Kate Jacewicz |
| 8 juni 2019 21:00 (UTC+2) | Reiten 17' Utland 34' Ohale 37' (e.d.) | verslag |         | Stade Auguste-Delaune, Reims Toeschouwers: 11.058 Scheidsrechter: Kate Jacewicz |

|                            |                                    |         |            |                                                                                        |
| 12 juni 2019 15:00 (UTC+2) | Nigeria                            | 2 – 0   | Zuid-Korea | Stade des Alpes, Grenoble Toeschouwers: 11.252 Scheidsrechter: Anastasia Poestovojtova |
| 12 juni 2019 15:00 (UTC+2) | Kim Do-yeon 29' (e.d.) Oshoala 75' | verslag |            | Stade des Alpes, Grenoble Toeschouwers: 11.252 Scheidsrechter: Anastasia Poestovojtova |

|                            |                                 |         |                   |                                                                              |
| 12 juni 2019 21:00 (UTC+2) | Frankrijk                       | 2 – 1   | Noorwegen         | Allianz Riviera, Nice Toeschouwers: 34.872 Scheidsrechter: Bibiana Steinhaus |
| 12 juni 2019 21:00 (UTC+2) | Gauvin 46' Le Sommer 72' (pen.) | verslag | 54' (e.d.) Renard | Allianz Riviera, Nice Toeschouwers: 34.872 Scheidsrechter: Bibiana Steinhaus |

|                            |                |         |                   |                                                                          |
| 17 juni 2019 21:00 (UTC+2) | Nigeria        | 0 – 1   | Frankrijk         | Roazhon Park, Rennes Toeschouwers: 28.267 Scheidsrechter: Melissa Borjas |
| 17 juni 2019 21:00 (UTC+2) | Ebere 28', 75' | verslag | 79' (pen.) Renard | Roazhon Park, Rennes Toeschouwers: 28.267 Scheidsrechter: Melissa Borjas |

|                            |                |         |                                          |                                                                                         |
| 17 juni 2019 21:00 (UTC+2) | Zuid-Korea     | 1 – 2   | Noorwegen                                | Stade Auguste-Delaune, Reims Toeschouwers: 13.034 Scheidsrechter: Marie-Soleil Beaudoin |
| 17 juni 2019 21:00 (UTC+2) | Yeo Min-ji 78' | verslag | 4' (pen.) C. Hansen 50' (pen.) Herlovsen | Stade Auguste-Delaune, Reims Toeschouwers: 13.034 Scheidsrechter: Marie-Soleil Beaudoin |

### Groep B
| Nr. | Land        | GW | Win | Gel | Ver | DV | DT | +/- | Pnt |
| --- | ----------- | -- | --- | --- | --- | -- | -- | --- | --- |
| 1.  | Duitsland   | 3  | 3   | 0   | 0   | 6  | 0  | +6  | 9   |
| 2.  | Spanje      | 3  | 1   | 1   | 1   | 3  | 2  | +1  | 4   |
| 3.  | China       | 3  | 1   | 1   | 1   | 1  | 1  | 0   | 4   |
| 4.  | Zuid-Afrika | 3  | 0   | 0   | 3   | 1  | 8  | −7  | 0   |

|                           |           |         |       |                                                                                 |
| 8 juni 2019 15:00 (UTC+2) | Duitsland | 1 – 0   | China | Roazhon Park, Rennes Toeschouwers: 15.283 Scheidsrechter: Marie-Soleil Beaudoin |
| 8 juni 2019 15:00 (UTC+2) | Gwinn 66' | verslag |       | Roazhon Park, Rennes Toeschouwers: 15.283 Scheidsrechter: Marie-Soleil Beaudoin |

|                           |                                              |         |                                |                                                                            |
| 8 juni 2019 18:00 (UTC+2) | Spanje                                       | 3 – 1   | Zuid-Afrika                    | Stade Océane, Le Havre Toeschouwers: 12.044 Scheidsrechter: María Carvajal |
| 8 juni 2019 18:00 (UTC+2) | Hermoso 69' (pen.), 82' (pen.) L. García 89' | verslag | 25' Kgatlana 59', 81' Vilakazi | Stade Océane, Le Havre Toeschouwers: 12.044 Scheidsrechter: María Carvajal |

|                            |             |         |        |                                                                                      |
| 12 juni 2019 18:00 (UTC+2) | Duitsland   | 1 – 0   | Spanje | Stade du Hainaut, Valenciennes Toeschouwers: 20.761 Scheidsrechter: Kateryna Monzoel |
| 12 juni 2019 18:00 (UTC+2) | Däbritz 42' | verslag |        | Stade du Hainaut, Valenciennes Toeschouwers: 20.761 Scheidsrechter: Kateryna Monzoel |

|                            |             |         |             |                                                                               |
| 13 juni 2019 21:00 (UTC+2) | Zuid-Afrika | 0 – 1   | China       | Parc des Princes, Parijs Toeschouwers: 20.011 Scheidsrechter: Katalin Kulcsár |
| 13 juni 2019 21:00 (UTC+2) |             | verslag | 40' Li Ying | Parc des Princes, Parijs Toeschouwers: 20.011 Scheidsrechter: Katalin Kulcsár |

|                            |         |       |        |                                                                                 |
| 17 juni 2019 18:00 (UTC+2) | China   | 0 – 0 | Spanje | Stade Océane, Le Havre Toeschouwers: 11.814 Scheidsrechter: Edina Alves Batista |
| 17 juni 2019 18:00 (UTC+2) | verslag |       |        | Stade Océane, Le Havre Toeschouwers: 11.814 Scheidsrechter: Edina Alves Batista |

|                            |             |         |                                             |                                                                                         |
| 17 juni 2019 18:00 (UTC+2) | Zuid-Afrika | 0 – 4   | Duitsland                                   | Stade de la Mosson, Montpellier Toeschouwers: 15.502 Scheidsrechter: Sandra Braz Bastos |
| 17 juni 2019 18:00 (UTC+2) |             | verslag | 14' Leupolz 29' Däbritz 40' Popp 58' Magull | Stade de la Mosson, Montpellier Toeschouwers: 15.502 Scheidsrechter: Sandra Braz Bastos |

### Groep C
| Nr. | Land      | GW | Win | Gel | Ver | DV | DT | +/- | Pnt |
| --- | --------- | -- | --- | --- | --- | -- | -- | --- | --- |
| 1.  | Italië    | 3  | 2   | 0   | 1   | 7  | 2  | +5  | 6   |
| 2.  | Australië | 3  | 2   | 0   | 1   | 8  | 5  | +3  | 6   |
| 3.  | Brazilië  | 3  | 2   | 0   | 1   | 6  | 3  | +3  | 6   |
| 4.  | Jamaica   | 3  | 0   | 0   | 3   | 1  | 12 | −11 | 0   |

|                           |           |         |                     |                                                                                    |
| 9 juni 2019 13:00 (UTC+2) | Australië | 1 – 2   | Italië              | Stade du Hainaut, Valenciennes Toeschouwers: 15.380 Scheidsrechter: Melissa Borjas |
| 9 juni 2019 13:00 (UTC+2) | Kerr 22'  | verslag | 56', 90+5' Bonansea | Stade du Hainaut, Valenciennes Toeschouwers: 15.380 Scheidsrechter: Melissa Borjas |

|                           |                         |         |         |                                                                             |
| 9 juni 2019 15:30 (UTC+2) | Brazilië                | 3 – 0   | Jamaica | Stade des Alpes, Grenoble Toeschouwers: 17.668 Scheidsrechter: Riem Hussein |
| 9 juni 2019 15:30 (UTC+2) | Cristiane 15', 50', 64' | verslag |         | Stade des Alpes, Grenoble Toeschouwers: 17.668 Scheidsrechter: Riem Hussein |

|                            |                                           |         |                                |                                                                                     |
| 13 juni 2019 18:00 (UTC+2) | Australië                                 | 3 – 2   | Brazilië                       | Stade de la Mosson, Montpellier Toeschouwers: 17.032 Scheidsrechter: Esther Staubli |
| 13 juni 2019 18:00 (UTC+2) | Foord 45+1' Logarzo 58' Mônica 66' (e.d.) | verslag | 27' (pen.) Marta 38' Cristiane | Stade de la Mosson, Montpellier Toeschouwers: 17.032 Scheidsrechter: Esther Staubli |

|                            |         |         |                                             |                                                                                       |
| 14 juni 2019 18:00 (UTC+2) | Jamaica | 0 – 5   | Italië                                      | Stade Auguste-Delaune, Reims Toeschouwers: 12.016 Scheidsrechter: Anna-Marie Keighley |
| 14 juni 2019 18:00 (UTC+2) |         | verslag | 12' (pen.), 25', 46' Girelli 71', 81' Galli | Stade Auguste-Delaune, Reims Toeschouwers: 12.016 Scheidsrechter: Anna-Marie Keighley |

|                            |            |         |                         |                                                                                |
| 18 juni 2019 21:00 (UTC+2) | Jamaica    | 1 – 4   | Australië               | Stade des Alpes, Grenoble Toeschouwers: 17.402 Scheidsrechter: Katalin Kulcsár |
| 18 juni 2019 21:00 (UTC+2) | Solaun 49' | verslag | 11', 42', 69', 83' Kerr | Stade des Alpes, Grenoble Toeschouwers: 17.402 Scheidsrechter: Katalin Kulcsár |

|                            |        |         |                  |                                                                                    |
| 18 juni 2019 21:00 (UTC+2) | Italië | 0 – 1   | Brazilië         | Stade du Hainaut, Valenciennes Toeschouwers: 21.669 Scheidsrechter: Lucila Venegas |
| 18 juni 2019 21:00 (UTC+2) |        | verslag | 74' (pen.) Marta | Stade du Hainaut, Valenciennes Toeschouwers: 21.669 Scheidsrechter: Lucila Venegas |

### Groep D
| Nr. | Land       | GW | Win | Gel | Ver | DV | DT | +/- | Pnt |
| --- | ---------- | -- | --- | --- | --- | -- | -- | --- | --- |
| 1.  | Engeland   | 3  | 3   | 0   | 0   | 5  | 1  | +4  | 9   |
| 2.  | Japan      | 3  | 1   | 1   | 1   | 2  | 3  | −1  | 4   |
| 3.  | Argentinië | 3  | 0   | 2   | 1   | 3  | 4  | −1  | 2   |
| 4.  | Schotland  | 3  | 0   | 1   | 2   | 5  | 7  | −2  | 1   |

|                           |                             |         |            |                                                                          |
| 9 juni 2019 18:00 (UTC+2) | Engeland                    | 2 – 1   | Schotland  | Allianz Riviera, Nice Toeschouwers: 13.188 Scheidsrechter: Jana Adámková |
| 9 juni 2019 18:00 (UTC+2) | Parris 14' (pen.) White 40' | verslag | 79' Emslie | Allianz Riviera, Nice Toeschouwers: 13.188 Scheidsrechter: Jana Adámková |

|                            |            |       |       |                                                                                  |
| 10 juni 2019 18:00 (UTC+2) | Argentinië | 0 – 0 | Japan | Parc des Princes, Parijs Toeschouwers: 25.055 Scheidsrechter: Stéphanie Frappart |
| 10 juni 2019 18:00 (UTC+2) | verslag    |       |       | Parc des Princes, Parijs Toeschouwers: 25.055 Scheidsrechter: Stéphanie Frappart |

|                            |                                  |         |              |                                                                               |
| 14 juni 2019 15:00 (UTC+2) | Japan                            | 2 – 1   | Schotland    | Roazhon Park, Rennes Toeschouwers: 13.201 Scheidsrechter: Lidya Tafesse Abebe |
| 14 juni 2019 15:00 (UTC+2) | Iwabuchi 23' Sugasawa 37' (pen.) | verslag | 88' Clelland | Roazhon Park, Rennes Toeschouwers: 13.201 Scheidsrechter: Lidya Tafesse Abebe |

|                            |            |         |            |                                                                       |
| 14 juni 2019 21:00 (UTC+2) | Engeland   | 1 – 0   | Argentinië | Stade Océane, Le Havre Toeschouwers: 20.294 Scheidsrechter: Liang Qin |
| 14 juni 2019 21:00 (UTC+2) | Taylor 62' | verslag |            | Stade Océane, Le Havre Toeschouwers: 20.294 Scheidsrechter: Liang Qin |

|                            |       |         |                |                                                                              |
| 19 juni 2019 21:00 (UTC+2) | Japan | 0 – 2   | Engeland       | Allianz Riviera, Nice Toeschouwers: 14.319 Scheidsrechter: Claudia Umpiérrez |
| 19 juni 2019 21:00 (UTC+2) |       | verslag | 14', 84' White | Allianz Riviera, Nice Toeschouwers: 14.319 Scheidsrechter: Claudia Umpiérrez |

|                            |                                     |         |                                                           |                                                                           |
| 19 juni 2019 21:00 (UTC+2) | Schotland                           | 3 – 3   | Argentinië                                                | Parc des Princes, Parijs Toeschouwers: 28.205 Scheidsrechter: Ri Hyang-ok |
| 19 juni 2019 21:00 (UTC+2) | Little 19' Beattie 49' Cuthbert 69' | verslag | 74' Menéndez 79' (e.d.) Alexander 90+4' (pen.) Bonsegundo | Parc des Princes, Parijs Toeschouwers: 28.205 Scheidsrechter: Ri Hyang-ok |

### Groep E
| Nr. | Land          | GW | Win | Gel | Ver | DV | DT | +/- | Pnt |
| --- | ------------- | -- | --- | --- | --- | -- | -- | --- | --- |
| 1.  | Nederland     | 3  | 3   | 0   | 0   | 6  | 2  | +4  | 9   |
| 2.  | Canada        | 3  | 2   | 0   | 1   | 4  | 2  | +2  | 6   |
| 3.  | Kameroen      | 3  | 1   | 0   | 2   | 3  | 5  | −2  | 3   |
| 4.  | Nieuw-Zeeland | 3  | 0   | 0   | 3   | 1  | 5  | −4  | 0   |

|                            |              |         |          |                                                                                  |
| 10 juni 2019 21:00 (UTC+2) | Canada       | 1 – 0   | Kameroen | Stade de la Mosson, Montpellier Toeschouwers: 10.710 Scheidsrechter: Ri Hyang-ok |
| 10 juni 2019 21:00 (UTC+2) | Buchanan 45' | verslag |          | Stade de la Mosson, Montpellier Toeschouwers: 10.710 Scheidsrechter: Ri Hyang-ok |

|                            |               |         |             |                                                                                 |
| 11 juni 2019 15:00 (UTC+2) | Nieuw-Zeeland | 0 – 1   | Nederland   | Stade Océane, Le Havre Toeschouwers: 10.654 Scheidsrechter: Edina Alves Batista |
| 11 juni 2019 15:00 (UTC+2) |               | verslag | 90+2' Roord | Stade Océane, Le Havre Toeschouwers: 10.654 Scheidsrechter: Edina Alves Batista |

|                            |                                 |         |             |                                                                                   |
| 15 juni 2019 15:00 (UTC+2) | Nederland                       | 3 – 1   | Kameroen    | Stade du Hainaut, Valenciennes Toeschouwers: 22.423 Scheidsrechter: Casey Reibelt |
| 15 juni 2019 15:00 (UTC+2) | Miedema 41', 85' Bloodworth 48' | verslag | 43' Onguéné | Stade du Hainaut, Valenciennes Toeschouwers: 22.423 Scheidsrechter: Casey Reibelt |

|                            |                        |         |               |                                                                                  |
| 15 juni 2019 21:00 (UTC+2) | Canada                 | 2 – 0   | Nieuw-Zeeland | Stade des Alpes, Grenoble Toeschouwers: 14.856 Scheidsrechter: Yoshimi Yamashita |
| 15 juni 2019 21:00 (UTC+2) | Fleming 48' Prince 79' | verslag |               | Stade des Alpes, Grenoble Toeschouwers: 14.856 Scheidsrechter: Yoshimi Yamashita |

|                            |                   |         |                  |                                                                                      |
| 20 juni 2019 18:00 (UTC+2) | Kameroen          | 2 – 1   | Nieuw-Zeeland    | Stade de la Mosson, Montpellier Toeschouwers: 8.009 Scheidsrechter: Kateryna Monzoel |
| 20 juni 2019 18:00 (UTC+2) | Nchout 57', 90+5' | verslag | 80' (e.d.) Awona | Stade de la Mosson, Montpellier Toeschouwers: 8.009 Scheidsrechter: Kateryna Monzoel |

|                            |                            |         |              |                                                                                      |
| 20 juni 2019 18:00 (UTC+2) | Nederland                  | 2 – 1   | Canada       | Stade Auguste-Delaune, Reims Toeschouwers: 19.277 Scheidsrechter: Stéphanie Frappart |
| 20 juni 2019 18:00 (UTC+2) | Dekker 54' Beerensteyn 75' | verslag | 60' Sinclair | Stade Auguste-Delaune, Reims Toeschouwers: 19.277 Scheidsrechter: Stéphanie Frappart |

### Groep F
In de wedstrijd van de Verenigde Staten tegen Thailand op 11 juni wonnen de Amerikaanse vrouwen met 13-0, een monsterscore en tevens de grootste uitslag ooit op het WK vrouwenvoetbal. Het vorige record stond op 11-0, dit werd gevestigd op het WK vrouwenvoetbal in 2007 in de wedstrijd tussen Duitsland en Argentinië op 10 september 2007.
| Nr. | Land             | GW | Win | Gel | Ver | DV | DT | +/- | Pnt |
| --- | ---------------- | -- | --- | --- | --- | -- | -- | --- | --- |
| 1.  | Verenigde Staten | 3  | 3   | 0   | 0   | 18 | 0  | +18 | 9   |
| 2.  | Zweden           | 3  | 2   | 0   | 1   | 7  | 3  | +4  | 6   |
| 3.  | Chili            | 3  | 1   | 0   | 2   | 2  | 5  | −3  | 3   |
| 4.  | Thailand         | 3  | 0   | 0   | 3   | 1  | 20 | −19 | 0   |

|                            |       |         |                          |                                                                          |
| 11 juni 2019 18:00 (UTC+2) | Chili | 0 – 2   | Zweden                   | Roazhon Park, Rennes Toeschouwers: 15.875 Scheidsrechter: Lucila Venegas |
| 11 juni 2019 18:00 (UTC+2) |       | verslag | 83' Asllani 90+4' Janogy | Roazhon Park, Rennes Toeschouwers: 15.875 Scheidsrechter: Lucila Venegas |

|                            | |         |          |                                                                                   |
| 11 juni 2019 21:00 (UTC+2) | Verenigde Staten                                                                                          | 13 – 0  | Thailand | Stade Auguste-Delaune, Reims Toeschouwers: 18.591 Scheidsrechter: Laura Fortunato |
| 11 juni 2019 21:00 (UTC+2) | Morgan 12', 53', 74', 81', 87' Lavelle 20', 56' Horan 32' Mewis 50', 54' Rapinoe 79' Pugh 85' Lloyd 90+2' | verslag |          | Stade Auguste-Delaune, Reims Toeschouwers: 18.591 Scheidsrechter: Laura Fortunato |

|                            |                                                                     |         |               |                                                                             |
| 16 juni 2019 15:00 (UTC+2) | Zweden                                                              | 5 – 1   | Thailand      | Allianz Riviera, Nice Toeschouwers: 9.354 Scheidsrechter: Salima Mukansanga |
| 16 juni 2019 15:00 (UTC+2) | Sembrant 6' Asllani 19' Rolfö 42' Hurtig 81' Rubensson 90+6' (pen.) | verslag | 90+1' Kanjana | Allianz Riviera, Nice Toeschouwers: 9.354 Scheidsrechter: Salima Mukansanga |

|                            |                         |         |       |                                                                            |
| 16 juni 2019 18:00 (UTC+2) | Verenigde Staten        | 3 – 0   | Chili | Parc des Princes, Parijs Toeschouwers: 45.594 Scheidsrechter: Riem Hussein |
| 16 juni 2019 18:00 (UTC+2) | Lloyd 11', 35' Ertz 26' | verslag |       | Parc des Princes, Parijs Toeschouwers: 45.594 Scheidsrechter: Riem Hussein |

|                            |        |         |                               |                                                                                     |
| 20 juni 2019 21:00 (UTC+2) | Zweden | 0 – 2   | Verenigde Staten              | Stade Océane, Le Havre Toeschouwers: 22.418 Scheidsrechter: Anastasia Poestovojtova |
| 20 juni 2019 21:00 (UTC+2) |        | verslag | 3' Horan 50' (e.d.) Andersson | Stade Océane, Le Havre Toeschouwers: 22.418 Scheidsrechter: Anastasia Poestovojtova |

|                            |          |         |                                 |                                                                               |
| 20 juni 2019 21:00 (UTC+2) | Thailand | 0 – 2   | Chili                           | Roazhon Park, Rennes Toeschouwers: 13.567 Scheidsrechter: Anna-Marie Keighley |
| 20 juni 2019 21:00 (UTC+2) |          | verslag | 48' (e.d.) Waraporn 80' Urrutia | Roazhon Park, Rennes Toeschouwers: 13.567 Scheidsrechter: Anna-Marie Keighley |

### Stand derde geplaatste teams
De vier beste derde geplaatste teams gaan door naar de volgende ronde.
| Nr. | Grp | Land       | GW | Win | Gel | Ver | DV | DT | +/− | Pnt |
| --- | --- | ---------- | -- | --- | --- | --- | -- | -- | --- | --- |
| 1.  | C   | Brazilië   | 3  | 2   | 0   | 1   | 6  | 3  | +3  | 6   |
| 2.  | B   | China      | 3  | 1   | 1   | 1   | 1  | 1  | 0   | 4   |
| 3.  | E   | Kameroen   | 3  | 1   | 0   | 2   | 3  | 5  | −2  | 3   |
| 4.  | A   | Nigeria    | 3  | 1   | 0   | 2   | 2  | 4  | −2  | 3   |
| 5.  | F   | Chili      | 3  | 1   | 0   | 2   | 2  | 5  | −3  | 3   |
| 6.  | D   | Argentinië | 3  | 0   | 2   | 1   | 3  | 4  | −1  | 2   |

## Knock-outfase
|  | Achtste finale         | Achtste finale         |                    |   | Kwartfinale  | Kwartfinale  |               |               | Halve finale | Halve finale |  |  | Finale | Finale |
|  |                        |                        |                    |   |              |              |               |               |              |              |  |  |        |        |
|  | 22 juni – Nice         |                        |                    |   |              |              |               |               |              |              |  |  |        |        |
|  |                        |                        |                    |   |              |              |               |               |              |              |  |  |        |        |
|  | Noorwegen              | 1 (4)                  |                    |   |              |              |               |               |              |              |  |  |        |        |
|  | Noorwegen              | 1 (4)                  | 27 juni – Le Havre |   |              |              |               |               |              |              |  |  |        |        |
|  | Australië              | 1 (1)                  |                    |   |              |              |               |               |              |              |  |  |        |        |
|  | Australië              | 1 (1)                  | Noorwegen          | 0 |              |              |               |               |              |              |  |  |        |        |
|  | 23 juni – Valenciennes |                        | Noorwegen          | 0 |              |              |               |               |              |              |  |  |        |        |
|  |                        | Engeland               | 3                  |   |              |              |               |               |              |              |  |  |        |        |
|  | Engeland               | Engeland               | 3                  | 3 |              |              |               |               |              |              |  |  |        |        |
|  | Engeland               |                        | 2 juli – Lyon      | 3 |              |              |               |               |              |              |  |  |        |        |
|  | Kameroen               | 0                      |                    |   |              |              |               |               |              |              |  |  |        |        |
|  | Kameroen               | 0                      | Engeland           | 1 |              |              |               |               |              |              |  |  |        |        |
|  | 23 juni – Le Havre     |                        | Engeland           | 1 |              |              |               |               |              |              |  |  |        |        |
|  |                        | Verenigde Staten       | 2                  |   |              |              |               |               |              |              |  |  |        |        |
|  | Frankrijk              | Verenigde Staten       | 2                  | 2 |              |              |               |               |              |              |  |  |        |        |
|  | Frankrijk              | 28 juni – Parijs       |                    | 2 |              |              |               |               |              |              |  |  |        |        |
|  | Brazilië               | 1                      |                    |   |              |              |               |               |              |              |  |  |        |        |
|  | Brazilië               | 1                      | Frankrijk          | 1 |              |              |               |               |              |              |  |  |        |        |
|  | 24 juni – Reims        |                        | Frankrijk          | 1 |              |              |               |               |              |              |  |  |        |        |
|  |                        | Verenigde Staten       | 2                  |   |              |              |               |               |              |              |  |  |        |        |
|  | Spanje                 | Verenigde Staten       | 2                  | 1 |              |              |               |               |              |              |  |  |        |        |
|  | Spanje                 |                        | 7 juli – Lyon      | 1 |              |              |               |               |              |              |  |  |        |        |
|  | Verenigde Staten       | 2                      |                    |   |              |              |               |               |              |              |  |  |        |        |
|  | Verenigde Staten       | 2                      | Verenigde Staten   | 2 |              |              |               |               |              |              |  |  |        |        |
|  | 25 juni – Montpellier  |                        | Verenigde Staten   | 2 |              |              |               |               |              |              |  |  |        |        |
|  |                        | Nederland              | 0                  |   |              |              |               |               |              |              |  |  |        |        |
|  | Italië                 | Nederland              | 0                  | 2 |              |              |               |               |              |              |  |  |        |        |
|  | Italië                 | 29 juni – Valenciennes |                    | 2 |              |              |               |               |              |              |  |  |        |        |
|  | China                  | 0                      |                    |   |              |              |               |               |              |              |  |  |        |        |
|  | China                  | 0                      | Italië             | 0 |              |              |               |               |              |              |  |  |        |        |
|  | 25 juni – Rennes       |                        | Italië             | 0 |              |              |               |               |              |              |  |  |        |        |
|  |                        | Nederland              | 2                  |   |              |              |               |               |              |              |  |  |        |        |
|  | Nederland              | Nederland              | 2                  | 2 |              |              |               |               |              |              |  |  |        |        |
|  | Nederland              |                        | 3 juli – Lyon      | 2 |              |              |               |               |              |              |  |  |        |        |
|  | Japan                  | 1                      |                    |   |              |              |               |               |              |              |  |  |        |        |
|  | Japan                  | 1                      | Nederland          | 1 |              |              |               |               |              |              |  |  |        |        |
|  | 22 juni – Grenoble     |                        | Nederland          | 1 |              |              |               |               |              |              |  |  |        |        |
|  |                        | Zweden                 | 0                  |   | Troostfinale | Troostfinale |               |               |              |              |  |  |        |        |
|  | Duitsland              | Zweden                 | 0                  | 3 | Troostfinale | Troostfinale |               |               |              |              |  |  |        |        |
|  | Duitsland              | 29 juni – Rennes       | 29 juni – Rennes   | 3 |              |              | 6 juli – Nice | 6 juli – Nice |              |              |  |  |        |        |
|  | Nigeria                | 29 juni – Rennes       | 29 juni – Rennes   | 0 |              |              | 6 juli – Nice | 6 juli – Nice |              |              |  |  |        |        |
|  | Nigeria                | Duitsland              | 1                  | 0 | Engeland     | 1            |               |               |              |              |  |  |        |        |
|  | 24 juni – Parijs       | Duitsland              | 1                  |   | Engeland     | 1            |               |               |              |              |  |  |        |        |
|  |                        | Zweden                 | 2                  |   | Zweden       | 2            |               |               |              |              |  |  |        |        |
|  | Zweden                 | Zweden                 | 2                  | 1 | Zweden       | 2            |               |               |              |              |  |  |        |        |
|  | Zweden                 |                        |                    | 1 |              |              |               |               |              |              |  |  |        |        |
|  | Canada                 | 0                      |                    |   |              |              |               |               |              |              |  |  |        |        |
|  | Canada                 | 0                      |                    |   |              |              |               |               |              |              |  |  |        |        |

### Achtste finales
|                            |                                          |         |         |                                                                                  |
| 22 juni 2019 17:30 (UTC+2) | Duitsland                                | 3 – 0   | Nigeria | Stade des Alpes, Grenoble Toeschouwers: 17.988 Scheidsrechter: Yoshimi Yamashita |
| 22 juni 2019 17:30 (UTC+2) | Popp 20' Däbritz 27' (pen.) Schüller 82' | verslag |         | Stade des Alpes, Grenoble Toeschouwers: 17.988 Scheidsrechter: Yoshimi Yamashita |

|                            |                               |              |                                 |                                                                         |
| 22 juni 2019 21:00 (UTC+2) | Noorwegen                     | 1 – 1 (n.v.) | Australië                       | Allianz Riviera, Nice Toeschouwers: 12.229 Scheidsrechter: Riem Hussein |
| 22 juni 2019 21:00 (UTC+2) | Herlovsen 31'                 | verslag      | 83' Kellond-Knight 104' Kennedy | Allianz Riviera, Nice Toeschouwers: 12.229 Scheidsrechter: Riem Hussein |
| 22 juni 2019 21:00 (UTC+2) | Strafschoppen                 |              |                                 | Allianz Riviera, Nice Toeschouwers: 12.229 Scheidsrechter: Riem Hussein |
| 22 juni 2019 21:00 (UTC+2) | C. Hansen Reiten Mjelde Engen | 4 – 1        | Kerr Gielnik Catley             | Allianz Riviera, Nice Toeschouwers: 12.229 Scheidsrechter: Riem Hussein |

|                            |                                        |         |          |                                                                               |
| 23 juni 2019 17:30 (UTC+2) | Engeland                               | 3 – 0   | Kameroen | Stade du Hainaut, Valenciennes Toeschouwers: 20.148 Scheidsrechter: Liang Qin |
| 23 juni 2019 17:30 (UTC+2) | Houghton 14' White 45+4' Greenwood 58' | verslag |          | Stade du Hainaut, Valenciennes Toeschouwers: 20.148 Scheidsrechter: Liang Qin |

|                            |                       |              |            |                                                                                   |
| 23 juni 2019 21:00 (UTC+2) | Frankrijk             | 2 – 1 (n.v.) | Brazilië   | Stade Océane, Le Havre Toeschouwers: 23.965 Scheidsrechter: Marie-Soleil Beaudoin |
| 23 juni 2019 21:00 (UTC+2) | Gauvin 52' Henry 107' | verslag      | 63' Thaisa | Stade Océane, Le Havre Toeschouwers: 23.965 Scheidsrechter: Marie-Soleil Beaudoin |

|                            |            |         |                               |                                                                                   |
| 24 juni 2019 18:00 (UTC+2) | Spanje     | 1 – 2   | Verenigde Staten              | Stade Auguste-Delaune, Reims Toeschouwers: 19.633 Scheidsrechter: Katalin Kulcsár |
| 24 juni 2019 18:00 (UTC+2) | Hermoso 9' | verslag | 7' (pen.), 75' (pen.) Rapinoe | Stade Auguste-Delaune, Reims Toeschouwers: 19.633 Scheidsrechter: Katalin Kulcsár |

|                            |                  |         |        |                                                                             |
| 24 juni 2019 21:00 (UTC+2) | Zweden           | 1 – 0   | Canada | Parc des Princes, Parijs Toeschouwers: 38.078 Scheidsrechter: Kate Jacewicz |
| 24 juni 2019 21:00 (UTC+2) | Blackstenius 55' | verslag |        | Parc des Princes, Parijs Toeschouwers: 38.078 Scheidsrechter: Kate Jacewicz |

|                            |                        |         |       |                                                                                          |
| 25 juni 2019 18:00 (UTC+2) | Italië                 | 2 – 0   | China | Stade de la Mosson, Montpellier Toeschouwers: 17.492 Scheidsrechter: Edina Alves Batista |
| 25 juni 2019 18:00 (UTC+2) | Giacinti 15' Galli 49' | verslag |       | Stade de la Mosson, Montpellier Toeschouwers: 17.492 Scheidsrechter: Edina Alves Batista |

|                            |                         |         |              |                                                                          |
| 25 juni 2019 21:00 (UTC+2) | Nederland               | 2 – 1   | Japan        | Roazhon Park, Rennes Toeschouwers: 21.076 Scheidsrechter: Melissa Borjas |
| 25 juni 2019 21:00 (UTC+2) | Martens 17', 90' (pen.) | verslag | 43' Hasegawa | Roazhon Park, Rennes Toeschouwers: 21.076 Scheidsrechter: Melissa Borjas |

### Kwartfinales
|                            |           |         |                               |                                                                            |
| 27 juni 2019 21:00 (UTC+2) | Noorwegen | 0 – 3   | Engeland                      | Stade Océane, Le Havre Toeschouwers: 21.111 Scheidsrechter: Lucila Venegas |
| 27 juni 2019 21:00 (UTC+2) |           | verslag | 3' Scott 40' White 57' Bronze | Stade Océane, Le Havre Toeschouwers: 21.111 Scheidsrechter: Lucila Venegas |

|                            |            |         |                  |                                                                                |
| 28 juni 2019 21:00 (UTC+2) | Frankrijk  | 1 – 2   | Verenigde Staten | Parc des Princes, Parijs Toeschouwers: 45.595 Scheidsrechter: Kateryna Monzoel |
| 28 juni 2019 21:00 (UTC+2) | Renard 81' | verslag | 5', 65' Rapinoe  | Parc des Princes, Parijs Toeschouwers: 45.595 Scheidsrechter: Kateryna Monzoel |

|                            |        |         |                               |                                                                                       |
| 29 juni 2019 15:00 (UTC+2) | Italië | 0 – 2   | Nederland                     | Stade du Hainaut, Valenciennes Toeschouwers: 22.600 Scheidsrechter: Claudia Umpiérrez |
| 29 juni 2019 15:00 (UTC+2) |        | verslag | 70' Miedema 80' Van der Gragt | Stade du Hainaut, Valenciennes Toeschouwers: 22.600 Scheidsrechter: Claudia Umpiérrez |

|                            |            |         |                                |                                                                              |
| 29 juni 2019 18:30 (UTC+2) | Duitsland  | 1 – 2   | Zweden                         | Roazhon Park, Rennes Toeschouwers: 25.301 Scheidsrechter: Stéphanie Frappart |
| 29 juni 2019 18:30 (UTC+2) | Magull 16' | verslag | 22' Jakobsson 48' Blackstenius | Roazhon Park, Rennes Toeschouwers: 25.301 Scheidsrechter: Stéphanie Frappart |

### Halve finales
|                           |                           |         |                      |                                                                                        |
| 2 juli 2019 21:00 (UTC+2) | Engeland                  | 1 – 2   | Verenigde Staten     | Parc Olympique Lyonnais, Lyon Toeschouwers: 53.512 Scheidsrechter: Edina Alves Batista |
| 2 juli 2019 21:00 (UTC+2) | White 19' Bright 40', 86' | verslag | 10' Press 31' Morgan | Parc Olympique Lyonnais, Lyon Toeschouwers: 53.512 Scheidsrechter: Edina Alves Batista |

|                           |             |              |        |                                                                                          |
| 3 juli 2019 21:00 (UTC+2) | Nederland   | 1 – 0 (n.v.) | Zweden | Parc Olympique Lyonnais, Lyon Toeschouwers: 48.452 Scheidsrechter: Marie-Soleil Beaudoin |
| 3 juli 2019 21:00 (UTC+2) | Groenen 99' | verslag      |        | Parc Olympique Lyonnais, Lyon Toeschouwers: 48.452 Scheidsrechter: Marie-Soleil Beaudoin |

### Troostfinale
|                           |           |         |                           |                                                                                    |
| 6 juli 2019 17:00 (UTC+2) | Engeland  | 1 – 2   | Zweden                    | Allianz Riviera, Nice Toeschouwers: 20.316 Scheidsrechter: Anastasia Poestovojtova |
| 6 juli 2019 17:00 (UTC+2) | Kirby 31' | verslag | 11' Asllani 22' Jakobsson | Allianz Riviera, Nice Toeschouwers: 20.316 Scheidsrechter: Anastasia Poestovojtova |

### Finale
|                           |                                |         |           |                                                                                       |
| 7 juli 2019 17:00 (UTC+2) | Verenigde Staten               | 2 – 0   | Nederland | Parc Olympique Lyonnais, Lyon Toeschouwers: 57.900 Scheidsrechter: Stéphanie Frappart |
| 7 juli 2019 17:00 (UTC+2) | Rapinoe 61' (pen.) Lavelle 69' | verslag |           | Parc Olympique Lyonnais, Lyon Toeschouwers: 57.900 Scheidsrechter: Stéphanie Frappart |

## Kampioen
| WK voetbal voor vrouwen 2019 |
| ---------------------------- |
| VERENIGDE STATEN 4de titel   |

## Toernooiranglijst

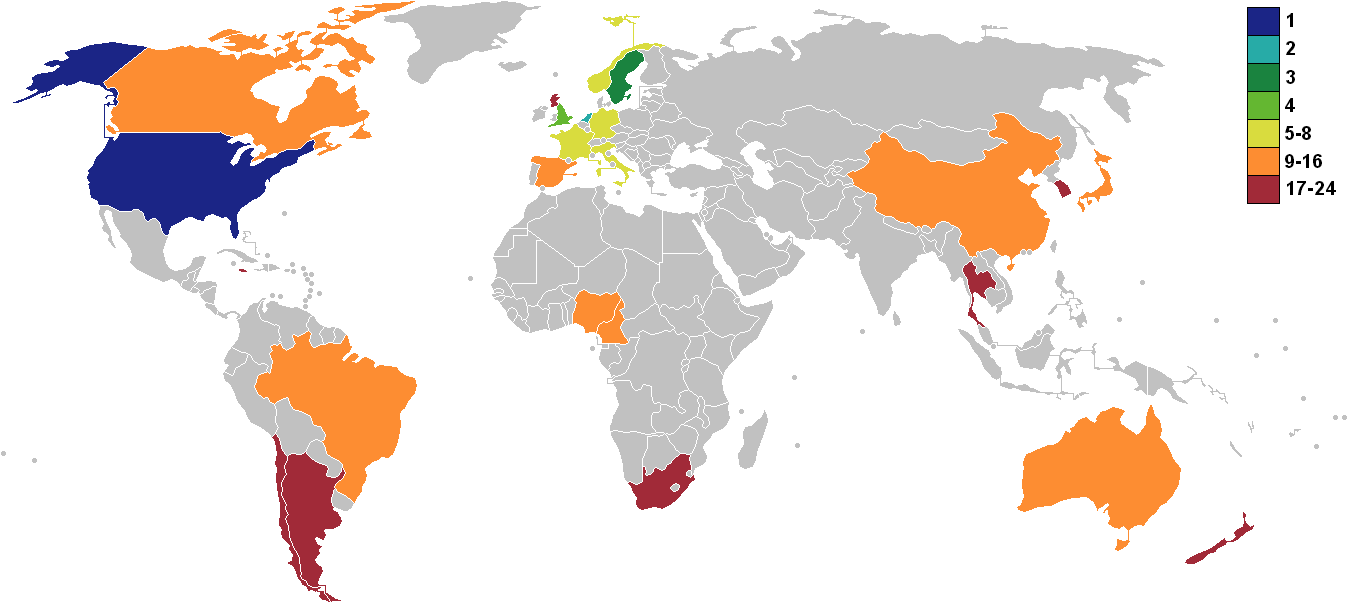
De prestaties van de 24 deelnemende landen
Kampioen
Tweede plek
Derde plek
Vierde plek
Kwartfinale
Achtste finale
Groepsfase

| Plaats                             | Land             | GW | Win | Gel | Ver | DV | DT | +/− | Pnt |
| ---------------------------------- | ---------------- | -- | --- | --- | --- | -- | -- | --- | --- |
| 1                                  | Verenigde Staten | 7  | 7   | 0   | 0   | 26 | 3  | +23 | 21  |
| 2                                  | Nederland        | 7  | 6   | 0   | 1   | 11 | 5  | +6  | 18  |
| 3                                  | Zweden           | 7  | 5   | 0   | 2   | 12 | 6  | +6  | 15  |
| 4                                  | Engeland         | 7  | 5   | 0   | 2   | 13 | 4  | +9  | 15  |
| Uitgeschakeld in de kwartfinale    |                  |    |     |     |     |    |    |     |     |
| 5                                  | Duitsland        | 5  | 4   | 0   | 1   | 10 | 2  | +8  | 12  |
| 6                                  | Frankrijk        | 5  | 4   | 0   | 1   | 10 | 4  | +6  | 12  |
| 7                                  | Italië           | 5  | 3   | 0   | 2   | 9  | 4  | +5  | 9   |
| 8                                  | Noorwegen        | 5  | 2   | 1   | 2   | 7  | 7  | 0   | 7   |
| Uitgeschakeld in de achtste finale |                  |    |     |     |     |    |    |     |     |
| 9                                  | Australië        | 4  | 2   | 1   | 1   | 9  | 6  | +3  | 7   |
| 10                                 | Brazilië         | 4  | 2   | 0   | 2   | 6  | 3  | +3  | 6   |
| 11                                 | Canada           | 4  | 2   | 0   | 2   | 4  | 3  | +1  | 6   |
| 12                                 | Spanje           | 4  | 1   | 1   | 2   | 4  | 4  | 0   | 4   |
| 13                                 | Japan            | 4  | 1   | 1   | 2   | 3  | 5  | −2  | 4   |
| 14                                 | China            | 4  | 1   | 1   | 2   | 1  | 3  | −2  | 4   |
| 15                                 | Kameroen         | 4  | 1   | 0   | 3   | 3  | 8  | −5  | 3   |
| 16                                 | Nigeria          | 4  | 1   | 0   | 3   | 2  | 7  | −5  | 3   |
| Uitgeschakeld in de groepsfase     |                  |    |     |     |     |    |    |     |     |
| 17                                 | Chili            | 3  | 1   | 0   | 2   | 2  | 5  | −3  | 3   |
| 18                                 | Argentinië       | 3  | 0   | 2   | 1   | 3  | 4  | −1  | 2   |
| 19                                 | Schotland        | 3  | 0   | 1   | 2   | 5  | 7  | −2  | 1   |
| 20                                 | Nieuw-Zeeland    | 3  | 0   | 0   | 3   | 1  | 5  | −4  | 0   |
| 21                                 | Zuid-Afrika      | 3  | 0   | 0   | 3   | 1  | 8  | −7  | 0   |
| 22                                 | Zuid-Korea       | 3  | 0   | 0   | 3   | 1  | 8  | −7  | 0   |
| 23                                 | Jamaica          | 3  | 0   | 0   | 3   | 1  | 12 | −11 | 0   |
| 24                                 | Thailand         | 3  | 0   | 0   | 3   | 1  | 20 | −19 | 0   |

## Kwalificatie Olympische Spelen
Op dit toernooi konden de drie meest succesvolle Europese teams zich kwalificeren voor de Olympische Spelen 2020 in Tokio. Als meerdere teams gelijk eindigden, kon de UEFA begin 2020 een aparte kwalificatiecyclus instellen, bijvoorbeeld via play-offs of een kwalificatietoernooi. Omdat 3 Europese ploegen de halve finale haalden was dat niet nodig. Doordat Engeland bij een van de drie gekwalificeerde Europese landen hoort, zal het Britse elftal naar Tokio worden uitgezonden. Door de overwinning op Italië in de kwartfinale (0–2) kwalificeerde Nederland zich voor de Olympische Spelen.
| Land      | Status OS 2020 | Status toernooi                                              |
| --------- | -------------- | ------------------------------------------------------------ |
| Nederland | Geplaatst      | Tweede plaats                                                |
| Zweden    | Geplaatst      | Derde plaats                                                 |
| Engeland  | Geplaatst      | Vierde plaats                                                |
| Duitsland | Niet geplaatst | Uitgeschakeld in kwartfinale                                 |
| Frankrijk | Niet geplaatst | Uitgeschakeld in kwartfinale                                 |
| Italië    | Niet geplaatst | Uitgeschakeld in kwartfinale                                 |
| Noorwegen | Niet geplaatst | Uitgeschakeld in kwartfinale                                 |
| Spanje    | Niet geplaatst | Uitgeschakeld in 8e finale                                   |
| Schotland | -              | Engeland kon zich als enige plaatsen namens Groot-Brittannië |

## Statistieken

### Doelpuntenmakers
6 doelpunten
- Ellen White
- Alex Morgan
- Megan Rapinoe

5 doelpunten
- Samantha Kerr

4 doelpunten
- Cristiane
- Wendie Renard

3 doelpunten
- Sara Däbritz
- Aurora Galli
- Cristiana Girelli
- Vivianne Miedema
- Jennifer Hermoso
- Rose Lavelle
- Carli Lloyd
- Kosovare Asllani

2 doelpunten
- Marta
- Lina Magull
- Alexandra Popp
- Valérie Gauvin
- Amandine Henry
- Eugénie Le Sommer
- Barbara Bonansea
- Ajara Nchout
- Lieke Martens
- Isabell Herlovsen
- Lindsey Horan
- Sam Mewis
- Stina Blackstenius
- Sofia Jakobsson

1 doelpunt
- Florencia Bonsegundo
- Milagros Menéndez
- Caitlin Foord
- Elise Kellond-Knight
- Chloe Logarzo
- Thaisa
- Kadeisha Buchanan
- Jessie Fleming
- Nichelle Prince
- Christine Sinclair
- María José Urrutia
- Li Ying
- Giulia Gwinn
- Melanie Leupolz
- Lea Schüller
- Lucy Bronze
- Alex Greenwood
- Steph Houghton
- Fran Kirby
- Nikita Parris
- Jill Scott
- Jodie Taylor
- Valentina Giacinti
- Havana Solaun
- Yui Hasegawa
- Mana Iwabuchi
- Yuika Sugasawa
- Gabrielle Onguéné
- Lineth Beerensteyn
- Dominique Bloodworth
- Anouk Dekker
- Stefanie van der Gragt
- Jackie Groenen
- Jill Roord
- Asisat Oshoala
- Caroline Hansen
- Guro Reiten
- Lisa-Marie Utland
- Jennifer Beattie
- Lana Clelland
- Erin Cuthbert
- Claire Emslie
- Kim Little
- Lucía García
- Kanjana Sungngoen
- Julie Ertz
- Christen Press
- Mallory Pugh
- Thembi Kgatlana
- Yeo Min-ji
- Lina Hurtig
- Madelen Janogy
- Fridolina Rolfö
- Elin Rubensson
- Linda Sembrant

Eigen doelpunt
- Mônica (tegen Australië)
- Wendie Renard (tegen Noorwegen)
- Aurelle Awona (tegen Nieuw-Zeeland)
- Osinachi Ohale (tegen Noorwegen)
- Lee Alexander (tegen Argentinië)
- Waraporn Boonsing (tegen Chili)
- Kim Do-yeon (tegen Nigeria)
- Jonna Andersson (tegen Verenigde Staten)

### Assists
4 assists
- Sherida Spitse

3 assists
- Beth Mead
- Amel Majri
- Manuela Giugliano
- Sam Mewis
- Alex Morgan
- Megan Rapinoe

2 assists
- Andressa Alves
- Lucy Bronze
- Toni Duggan
- Gaëtane Thiney
- Tierna Davidson
- Lindsey Horan
- Kelley O'Hara

1 assist
- Florencia Bonsegundo
- Ellie Carpenter
- Emily Gielnik
- Katrina Gorry
- Chloe Logarzo
- Debinha
- Janine Beckie
- Ashley Lawrence
- Nichelle Prince
- Yessenia López
- Zhang Rui
- Sara Däbritz
- Giulia Gwinn
- Lina Magull
- Verena Schweers
- Karen Carney
- Fran Kirby
- Nikita Parris
- Jill Scott
- Georgia Stanway
- Kadidiatou Diani
- Amandine Henry
- Eugénie Le Sommer
- Lisa Boattin
- Valentina Cernoia
- Alia Guagni
- Khadija Shaw
- Jun Endo
- Mana Iwabuchi
- Raissa Feudjio
- Yvonne Leuko
- Lineth Beerensteyn
- Desiree van Lunteren
- Shanice van de Sanden
- Chidinma Okeke
- Caroline Hansen
- Guro Reiten
- Karina Sævik
- Erin Cuthbert
- Lisa Evans
- Caroline Weir
- Lucía García
- Virginia Torrecilla
- Taneekarn Dangda
- Crystal Dunn
- Tobin Heath
- Christen Press
- Mallory Pugh
- Linda Motlhalo
- Lee Geum-min
- Anna Anvegård
- Kosovare Asllani
- Stina Blackstenius
- Magdalena Eriksson
- Elin Rubensson
- Linda Sembrant

### Rode kaarten
1 rode kaart
- Alanna Kennedy
- Millie Bright
- Ngozi Ebere
- Nothando Vilakazi

## Prijzen

### Spelers
| Gouden Bal                              | Zilveren Bal                            | Bronzen Bal                             |
| --------------------------------------- | --------------------------------------- | --------------------------------------- |
| Megan Rapinoe                           | Lucy Bronze                             | Rose Lavelle                            |
| Gouden Schoen                           | Zilveren Schoen                         | Bronzen Schoen                          |
| Megan Rapinoe                           | Alex Morgan                             | Ellen White                             |
| 6 goals, 3 assists 428 minuten gespeeld | 6 goals, 3 assists 490 minuten gespeeld | 6 goals, 0 assists 514 minuten gespeeld |
| Gouden Handschoen                       |                                         |                                         |
| Sari van Veenendaal                     |                                         |                                         |
| FIFA Young Player Award                 |                                         |                                         |
| Giulia Gwinn                            |                                         |                                         |
| FIFA Fair Play Award                    |                                         |                                         |
| Frankrijk                               |                                         |                                         |

### Prijzengeld
| Resultaat                         | Bedrag in miljoenen USD | Bedrag in miljoenen USD |
| Resultaat                         | Per team                | Totaal                  |
| --------------------------------- | ----------------------- | ----------------------- |
| Kampioen                          | 4,0                     | 4,0                     |
| Runner-up                         | 2,6                     | 2,6                     |
| Derde plaats                      | 2,0                     | 2,0                     |
| Vierde plaats                     | 1,6                     | 1,6                     |
| 5e – 8e plaats (kwartfinales)     | 1,45                    | 5,8                     |
| 9e – 16e plaats (achtste finales) | 1,0                     | 8,0                     |
| 17e – 24e plaats (groepsfase)     | 0,75                    | 6,0                     |
| Totaal                            | Totaal                  | 30,0                    |

Mannentoernooi · Kwalificatie: Afrika (CAF) · Azië (AFC) · Europa (UEFA) · Noord- en Midden-Amerika (CONCACAF) · Oceanië (OFC) · Zuid-Amerika (CONMEBOL)

Vrouwentoernooi · Kwalificatie: Afrika (CAF) · Azië (AFC) · Europa (UEFA) · Noord- en Midden-Amerika (CONCACAF) · Oceanië (OFC) · Zuid-Amerika (CONMEBOL)